# Kvarteret Gerd

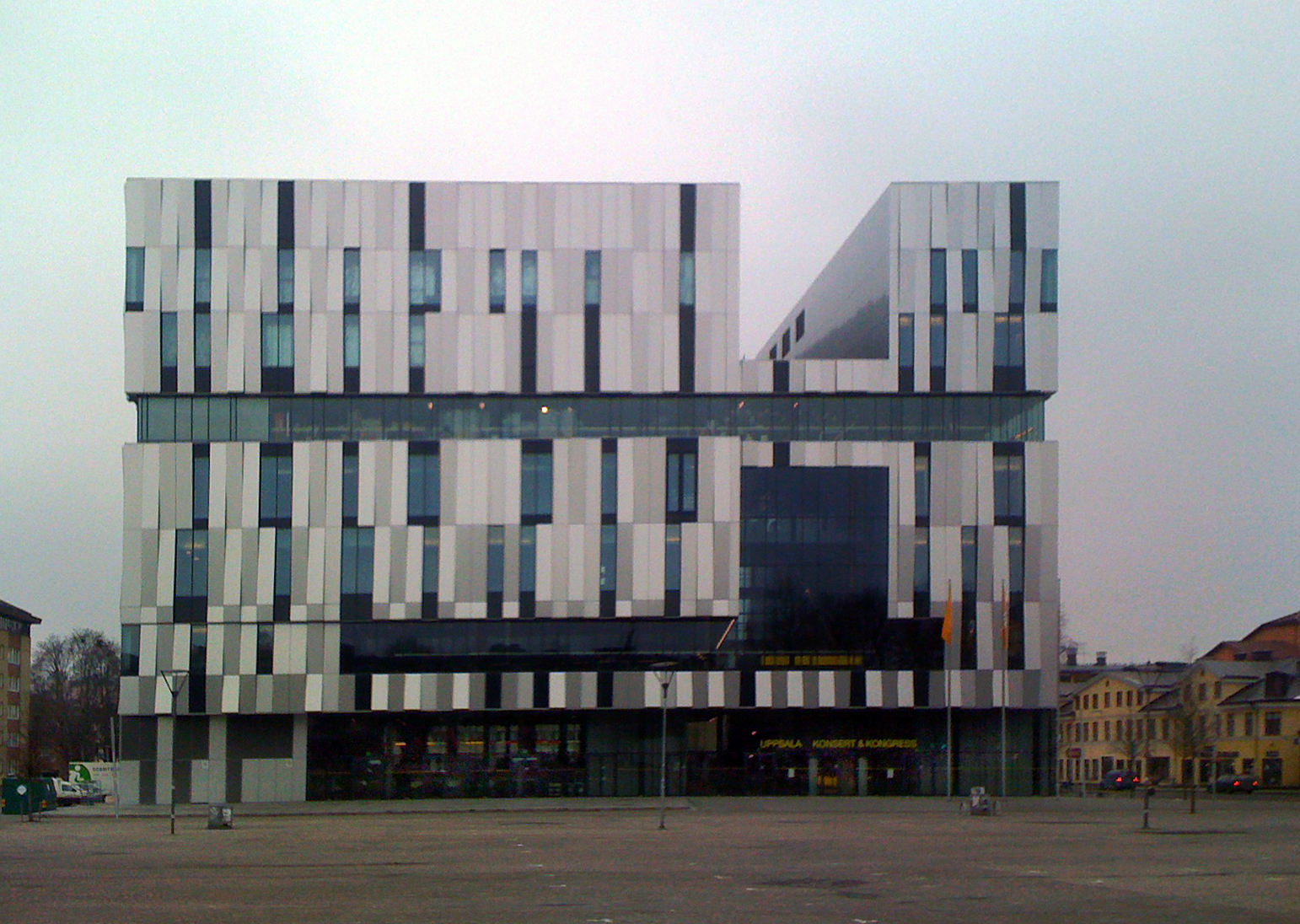
Musikens hus sett från Vaksala torg den 5 februari 2014.

Kvarteret Gerd är ett kvarter i den östra delen av centrala Uppsala, i direkt anslutning till Vaksala torgs västra sida. Hela kvarteret upptas av ett modernistiskt konsert- och kongresshus, som ofta benämns Musikens hus och som ritats av den Köpenhamnsbaserade arkitekten Henning Larsens firma. 
Innan Musikens hus byggdes var kvarteret ett av stadens få kvarvarande kvarter med enhetlig gårdsbebyggelse från 1800-talet. Dels bestod kvarteret av ett antal gårdsbyggnader och bostadshus av trä, byggda i mitten av 1800-talet, dels ett stenhus i nyrenässansstil byggt på 1880-talet, det så kallade Bodénska huset eller Bodénshuset. De omdiskuterade rivningarna inför konserthusbygget ägde rum i kvarterets nordvästra del; den sydöstra delen mot Roslagsgatan var länge parkeringsplats.
De kringliggande kvarteren består fortfarande till rätt stor del av 1800-talsbebyggelse, vilken tillsammans med kvarteret Gerd utgjorde något för Uppsala så sällsynt som en sammanhängande kulturmiljö från 1800-talet. Den nuvarande modernistiska utformningen av kvarteret Gerd gav därför upphov till flera debatter och incidenter, bland annat en brand våren 2004, vilket närmare beskrivs i artikeln Uppsala Konsert & Kongress.